# Lista över svenska robotbåtar
Detta är en lista över svenska robotbåtar.

## Robotbåtar
Robotbåtarna var torpedbåtar mellan 1973 och 1983 och hade då beteckningen "T" för torpedbåt framför numret innan de byggdes om och fick "R" för robotbåt.
Norrköpings-klass
- HMS Norrköping T131
- HMS Nynäshamn T132
- HMS Norrtälje T133
- HMS Varberg T134
- HMS Västerås T135
- HMS Västervik T136
- HMS Umeå T137
- HMS Piteå T138
- HMS Luleå T139
- HMS Halmstad T140
- HMS Strömstad T141
- HMS Ystad T142

Ystads-klass
- HMS Norrköping R131
- HMS Ystad R142